# Aphiloscia fusca
Aphiloscia fusca är en kräftdjursart som beskrevs av Ferrara, Paoli och Stefano Taiti 1994. Aphiloscia fusca ingår i släktet Aphiloscia och familjen Philosciidae. Inga underarter finns listade i Catalogue of Life.